# (37359) 2001 UM17
2001 UM17 (asteroide 37359) é um asteroide da cintura principal. Possui uma excentricidade de 0.33138850 e uma inclinação de 4.58548º.
Este asteroide foi descoberto no dia 25 de outubro de 2001 por William Kwong Yu Yeung em Desert Eagle.